# Большой Шымбулак (водопад)
Большой Шымбулак — водопад в Алматинской области Казахстана. Расположен в глубоком и узком скальном каньоне в низовье реки Большой Шымбулак (приток Узын-Каргалы). Высота над уровнем моря — 1340 метров. Ближайший населённый пункт посёлок Каргалы в 10 км.
Высота водопада около 20 метров. По своим параметрам (высота падения воды, расход воды) водопад сравним с водопадом Медвежьим в Тургенском ущелье. Вблизи водопада есть небольшая смотровая площадка, где относительно сухо. Рекомендуемые периоды посещений: апрель — июнь; август — октябрь.
Стекая вниз, вода вырыла на дне ущелья глубокую, до 2 метров глубиной ванну. Ниже водопада растут урюк, барбарис, шиповник и другие кустарники.